# カザルグランデ
カザルグランデ（伊: Casalgrande）は、イタリア共和国エミリア＝ロマーニャ州レッジョ・エミリア県にある、人口約19,000人の基礎自治体（コムーネ）。

## 地理

### 位置・広がり

#### 隣接コムーネ
隣接するコムーネは以下の通り。括弧内のMOはモデナ県所属を示す。
- カステッララーノ
- フォルミージネ (MO)
- モーデナ (MO)
- レッジョ・エミーリア
- ルビエーラ
- サッスオーロ (MO)
- スカンディアーノ

### 気候分類・地震分類
カザルグランデにおけるイタリアの気候分類 (it) および度日は、zona E, 2612 GGである。
また、イタリアの地震リスク階級 (it) では、zona 2 (sismicità media) に分類される。

## 行政

### 分離集落
カザルグランデには、以下の分離集落（フラツィオーネ）がある。
- Casalgrande Alto, Dinazzano, Salvaterra, San Donnino di Liguria, Sant'Antonino, Veggia, Villalunga